# Nevill Francis Mott
Nevill Francis Mott (Leeds, 30. rujna 1905. – Milton Keynes, 8. kolovoza 1996.), engleski fizičar. Diplomirao (1930.) fiziku i matematiku na Sveučilištu u Cambridgeu. Radio kao istraživač u Kopenhagenu pod vodstvom N. Bohra i u Göttingenu pod vodstvom M. Borna te u Manchesteru s W. L. Braggom. Radio je na Sveučilištu u Bristolu (od 1933. do 1954.). Bavio se fizikom čvrstoga stanja (metala, slitina, poluvodiča i fotografskih emulzija). Godine 1938. dao je teorijsko objašnjenje učinka kojim svjetlost djeluje na fotografsku emulziju na atomskoj razini. Bio je profesor eksperimentalne fizike na Sveučilištu u Cambridgeu (od 1954. do 1971.). Za istraživanja magnetskih i električnih svojstava amorfnih poluvodiča 1977. dobio je Nobelovu nagradu za fiziku s američkim fizičarima P. W. Andersonom i J. H. Van Vleckom. Član Kraljevskog društva (eng. Royal Society) od 1936.

## Fizika čvrstog stanja
Fizika čvrstog stanja je grana fizike koja proučava strukturu tvari u čvrstome stanju (krutine) te s pomoću kvantne fizike istražuje svojstva i procese u kristalnome i amorfnome obliku tvari, svojstva kristalizirane tvari i pojave vezane uz promjene fizikalnih veličina (primjerice temperature, tlaka, dimenzija i oblika mikrokristala, broja i vrste defekata u kristalnoj rešetki i drugo). Zakonitosti utvrđene za kristaliziranu tvar primjenjuju se djelomično i na amorfne krutine ili smjese kristalne i amorfne tvari te visokoviskozne tekućine (primjerice fotoosjetljiva stakla, krute polimere, keramiku i drugo). Mikroskopska teorija čvrstog stanja primjena je kvantne mehanike na čvrsto stanje. Njezini rezultati uspješno tumače kvalitativne razlike među različitim čvrstim tijelima, a u mnogim slučajevima omogućuju i kvantitativni pristup svojstvima tih tijela. Budući da je čvrsto stanje sustav od velikog broja atoma, teorija čvrstog stanja služi se nizom približenja (aproksimacija). Tako se pretpostavlja da se ponašanje atomskih jezgara i elektrona može opisivati nezavisno. Pri razmatranju gibanja jezgara ne uzima se u obzir gibanje elektrona, tj. atomi se promatraju kao cjeline. Takav je pristup opravdan za objašnjenje nekih mehaničkih i termodinamičkih svojstava koja potječu od međusobnoga elastičnoga vezivanja atoma. Razmatraju li se elektronska stanja, uzima se da atomske jezgre miruju. Ta je pretpostavka u znatnoj mjeri opravdana jer se u normalnim okolnostima elektroni gibaju znatno brže nego jezgre koje su mnogo veće mase od elektrona. Kako su za svojstva čvrstog stanja najvažniji valentni elektroni, promatraju se samo ti elektroni, a utjecaj elektrona u dubljim elektronskim ljuskama uzima se u obzir kroz njihov doprinos električnom polju oko jezgara. Pretpostavlja se da u prvom približenju (aproksimaciji) svaki valentni elektron može biti opisan vlastitom valnom funkcijom. Razvile su se dvije metode u opisivanju međudjelovanja (interakcije) valentnih elektrona: atomska aproksimacija i aproksimacija slobodnim elektronima.

### Magnetizam
Magnetizam (prema magnetu koje dolazi od lat. magnes, genitiv magnetis < grč. Μαγνῆτıς λίϑος: kamen iz Magnezije) je skup pojava povezanih s magnetskim poljem i s ponašanjem tvari u magnetskom polju. Magnetska svojstva tvari potječu od magnetskih momenta atoma i njihovih međudjelovanja koja mogu stvoriti kolektivno magnetsko uređenje. Magnetizam atoma posljedica je magnetizma elektrona i atomske jezgre i njihovih međudjelovanja. Razlikuje se orbitalni magnetski moment, zbog gibanja elektrona oko atomske jezgre, i spinski magnetski moment, kao vlastito kvantnomehaničko svojstvo elektrona i jezgre. S obzirom na ponašanje u magnetskom polju, sve se tvari odlikuju svojom magnetskom permeabilnošću. Tako se mogu razlikovati dijamagnetične, paramagnetične, feromagnetične, ferimagnetične i antiferomagnetične tvari. 

### Kondenzirana tvar
Kondenzirana tvar je tvar nastala kondenzacijom, tvar u kojoj atomi i molekule snažno uzajamno djeluju te se može nalaziti u tekućem ili čvrstom agregatnom stanju, a na iznimno niskim temperaturama u supravodljivoj ili suprafluidnoj fazi. Problemima i teorijom nastajanja kondenzata bavi se fizika kondenzirane tvari, unutar koje se proučavaju neka svojstva tekućina, na primjer prijelazi faza proces naparivanja i svojstva tankih slojeva, epitaksijalni rast kristala i posebno svojstva klastera atoma i molekula i niskotemperaturna fizika. Temelje te grane fizike postavio je 1916. njemački fizičar W. Nusselt (1882. – 1957.) svojom teorijom filmske kondenzacije, koju su u potpunosti potvrdili potonji pokusi. Danas se fizika kondenzirane tvari snažno razvija pa se izdvaja kao posebna grana fizike, iako je bitno vezana uz druge grane, osobito termodinamiku i fiziku čvrstog stanja.